# Watersnood van 1726

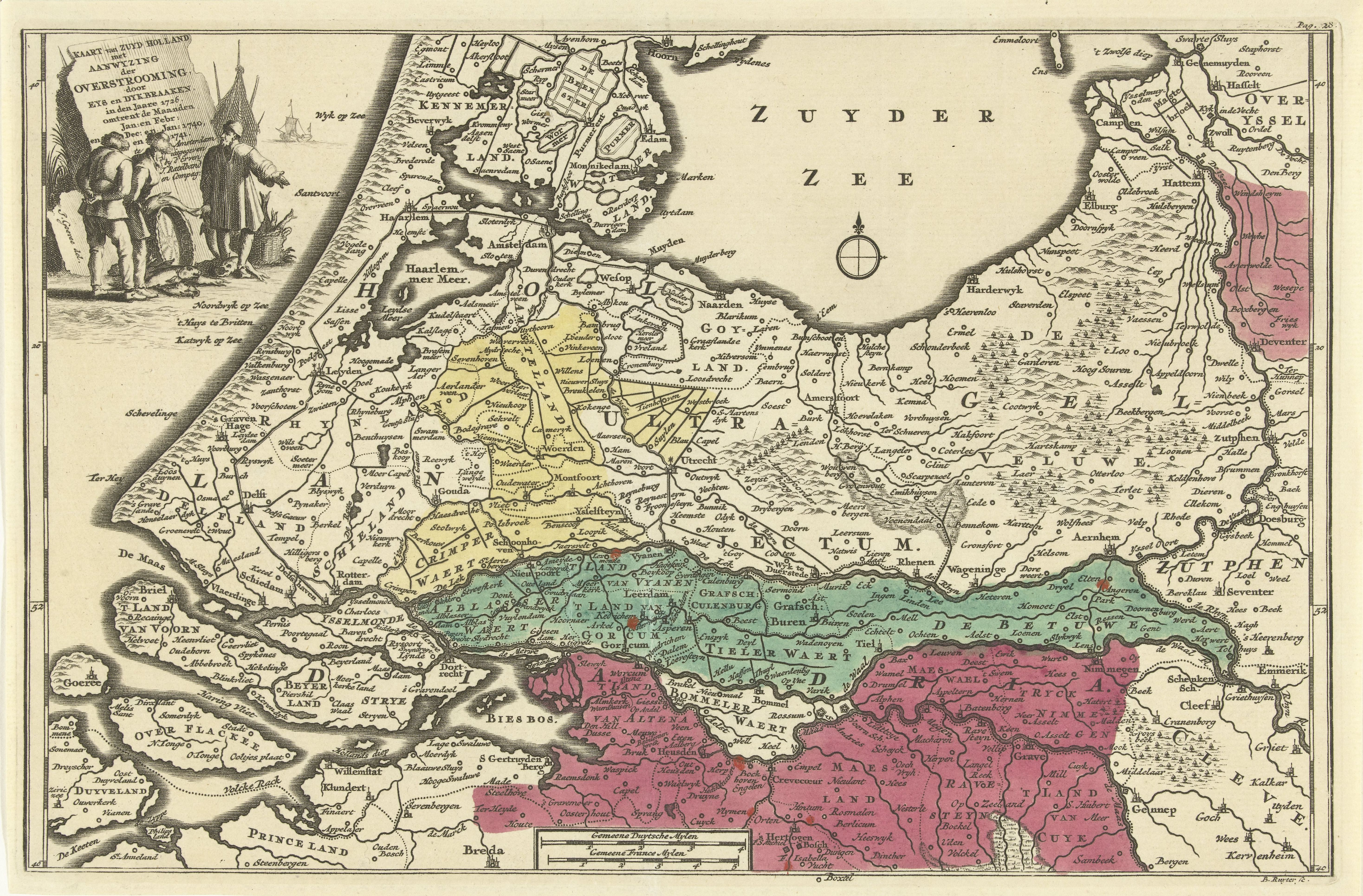
Kaart van Zuid-Holland waarop in verschillende kleuren de gebieden die getroffen zijn bij de overstromingen in begin 1726 en in december 1740 en januari 1741 zijn aangegeven.

De watersnood van 1726 was een overstroming waarbij grote gebieden van het Nederlandse rivierengebied overstroomden. Op 14 januari viel de vorst in en uiteindelijk bevroren de rivieren. Na twee weken vorst viel de dooi in. Dit deed het rivierwater stijgen, terwijl het ijs nog lang niet allemaal was verdwenen. Door de bewoners werd dit gevreesd, vanwege het gevaar op overstromingen door ophopend ijs. 
Op 21 januari stond het water in Ameide tot aan de kruin van de dijk. In het hele rivierengebied werden in allerijl dijken verstevigd. Van Streefkerk tot aan Krimpen vormde het ijs echter een dam, waardoor het water werd opgestuwd. De druk op de dijken werd daardoor zo groot, dat de dijk van de Krimpenerwaard doorbrak. Bovendien was er een ijsdam ontstaan die zich van Gorinchem tot Hardinxveld-Giessendam uitstrekte. Op 1 februari 1726 brak de dijk tussen Ochten en Dodewaard.
De Haaftense predikant ds. Thiele  schreef in zijn boek Schouwburg der Oordelen en Gerigten Gods er het volgende over: Verbrak het hooge water den dijk/ dat met een ijsselijk gedruis instortede/ de daar bij gelegen Boomgaarden en Teellanden verwoestede/ met water en zand overdekte/ en de Nederbetuwe binnen weinig uuren van den Waaldijk tot den Lekdijk onder water zettede/ zoo dat men 's morgens met den dag het hollende water voorbij de Stad Thiel zag henen schuimen/ met een ijsselijk geruis/ en van daar over den Lingedijk henen/ die van de Thielse Sluis (uitwaterende in de Linge tegenover Teedingsweerd) de geheele opperkruin des Lingedijks wegnam tot aan Wadenoyen toe.
Ook in de Bommelerwaard braken de dijken op enkele plaatsen door. Op 7 februari brak de Lingedijk bij Kedichem. Grote gebieden stonden nu onder water. De combinatie van lange duur en voortdurende westenwinden zorgde voor veel schade. Een schrijver zegt: Overal zag men goederen, kisten, kasten en ander huisraad drijven; hartverscheurend was het gejammer der vrouwen, het geween der kinderen, het geroep en geklaag der mannen en het loeien der beesten; velen moesten hunne woningen verlaten en met kroost en vee een goed heenkomen op de dijken zoeken; anderen, wier huizen door het water in gevaar stonden van weg te slaan, moest men met schuitjes afhalen, en zo scheidde een ieder van zijne woning, niet wetende of zij dezelve wel immer zouden wedervinden.